# Campionati del mondo di ciclismo su strada 2012 - Gara in linea femminile Elite
La gara in linea femminile Elite dei Campionati del mondo di ciclismo su strada 2012 fu corsa il 22 settembre nei Paesi Bassi, intorno a Valkenburg, su un percorso di 128,8 km complessivi. L'olandese Marianne Vos vinse la gara con il tempo di 3h14'29".

## Squadre e corridori partecipanti
| N.     | Cod. | Squadra               |
| ------ | ---- | --------------------- |
| 1-8    | ITA  | Italia                |
| 9-16   | NLD  | Paesi Bassi           |
| 17-23  | GER  | Germania              |
| 24-30  | USA  | Stati Uniti d'America |
| 31-35  | GBR  | Gran Bretagna         |
| 36-42  | AUS  | Australia             |
| 43-48  | SWE  | Svezia                |
| 49-54  | RUS  | Russia                |
| 55-59  | CAN  | Canada                |
| 60-66  | BEL  | Belgio                |
| 67-72  | FRA  | Francia               |
| 73-76  | NZL  | Nuova Zelanda         |
| 77-82  | RSA  | Sudafrica             |
| 83     | BRA  | Brasile               |
| 84     | BLR  | Bielorussia           |
| 85-87  | VEN  | Venezuela             |
| 88-92  | UKR  | Ucraina               |
| 93-97  | LTU  | Lituania              |
| 98-100 | NOR  | Norvegia              |

| N.      | Cod. | Squadra             |
| ------- | ---- | ------------------- |
| 101-103 | POL  | Polonia             |
| 104-105 | MEX  | Messico             |
| 106     | FIN  | Finlandia           |
| 107-109 | SUI  | Svizzera            |
| 110-112 | AUT  | Austria             |
| 113     | JPN  | Giappone            |
| 114-116 | ESP  | Spagna              |
| 117     | COL  | Colombia            |
| 118-120 | SLO  | Slovenia            |
| 121-123 | CZE  | Repubblica Ceca     |
| 124     | ISR  | Israele             |
| 125     | TUR  | Turchia             |
| 126-127 | IRL  | Irlanda             |
| 128     | HRV  | Croazia             |
| 129     | KAZ  | Kazakistan          |
| 130     | GUM  | Guam                |
| 131     | SMR  | San Marino          |
| 132     | SKN  | Saint Kitts e Nevis |

## Ordine d'arrivo (Top 10)
| Pos. | Corridore            | Squadra       | Tempo    |
| ---- | -------------------- | ------------- | -------- |
| 1    | Marianne Vos         | Paesi Bassi   | 3h14'29" |
| 2    | Rachel Neylan        | Australia     | a 10"    |
| 3    | Elisa Longo Borghini | Italia        | a 18"    |
| 4    | Amber Neben          | Stati Uniti   | a 33"    |
| 5    | Anna van der Breggen | Paesi Bassi   | a 55"    |
| 6    | Rossella Ratto       | Italia        | a 3'40"  |
| 7    | Linda Villumsen      | Nuova Zelanda | a 4'37"  |
| 8    | Judith Arndt         | Germania      | s.t.     |
| 9    | Emma Johansson       | Svezia        | s.t.     |
| 10   | Paulina Brzeźna      | Polonia       | s.t.     |